# Еббі Гантсман
Абіґейл (Еббі) Гантсман (англ. Abigail Haight Huntsman; нар.. 1 травня 1986, Філадельфія, штат Пенсільванія, США) — американська телеведуча і репортерка, активістка ЛГБТ-руху.

## Життєпис
Народилася 1986 року у родині колишнього губернатора штату Юта Джона Гантсмана-молодшого і Мері Кей Гантсман. Виросла в штаті Юта, але багато років провела в Азії, включаючи Тайвань і Сінгапур. Закінчила Університет Пенсильванії в 2008 році зі ступенем з філософії, політики та економіки (Philosophy, Politics, and Economics (PPE)).
Кар'єру на телебаченні Еббі Гантсман розпочала в 16 років, працюючи за лаштунками телепередачі Good Morning America. Потім працювала політичною оглядачкою і співведучою програми The Cycle, яка виходила на телеканалі MSNBC, її часто запрошували на CNN. У 2015-2018 працювала на Fox News Channel. З 2019 на ABC; вона також оголосила про намір допомагати батькові в його кампанії на посаду губернатора Юти.

## Родина
З 21 серпня 2010 року Гантсман одруженп за своїм товаришем з часів коледжу Джеффом Лівінгстоном. Має трьох дітей: дочка Ізабель Грейс Лівінгстон (нар.. 29.11.2017) і близнюки — донька Рубі Кейт Лівінгстон та син Вільям Джеффрі Лівінгстон (нар.. 05.06.2019).